# Teleiodes vulgella
Teleiodes vulgella (tên tiếng Anh: Common Groundling) là một loài bướm đêm thuộc họ Gelechiidae. Loài này có ở hầu hết châu Âu.
Sải cánh dài 11–14 mm. Adults have small blackish patches bordered by raised whitish scale-tufts. They are on wing từ tháng 6 đến tháng 7.
Ấu trùng ăn various shrubs and trees, bao gồm Crataegus, Prunus spinosa, Cotoneaster horizontalis, Juniperus communis, Malus domestica, Malus sylvestris, Prunus domestica, Amlanchier, Pyrus communis, Sorbus aria và Sorbus aucuparia.

## Hình ảnh

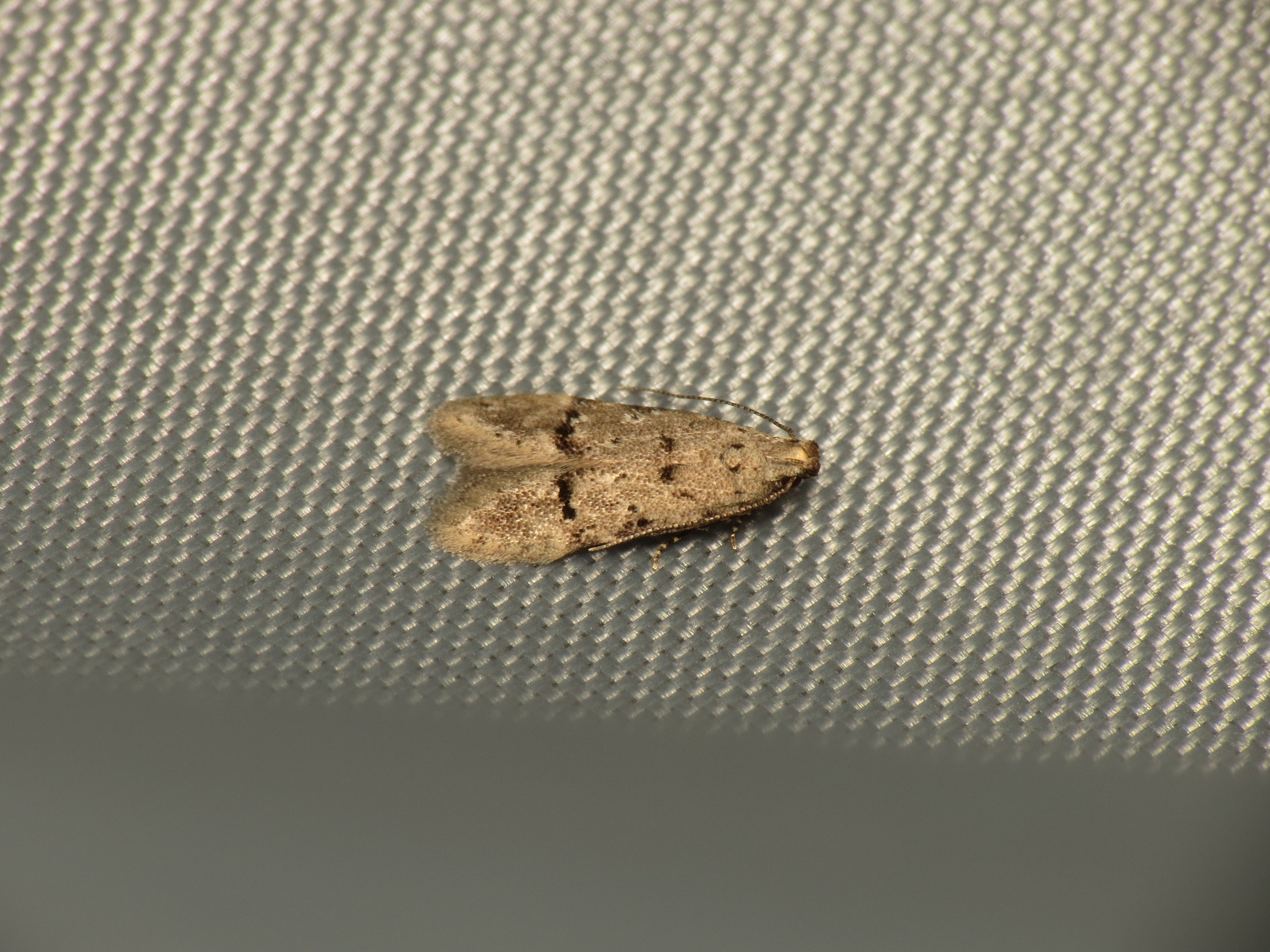
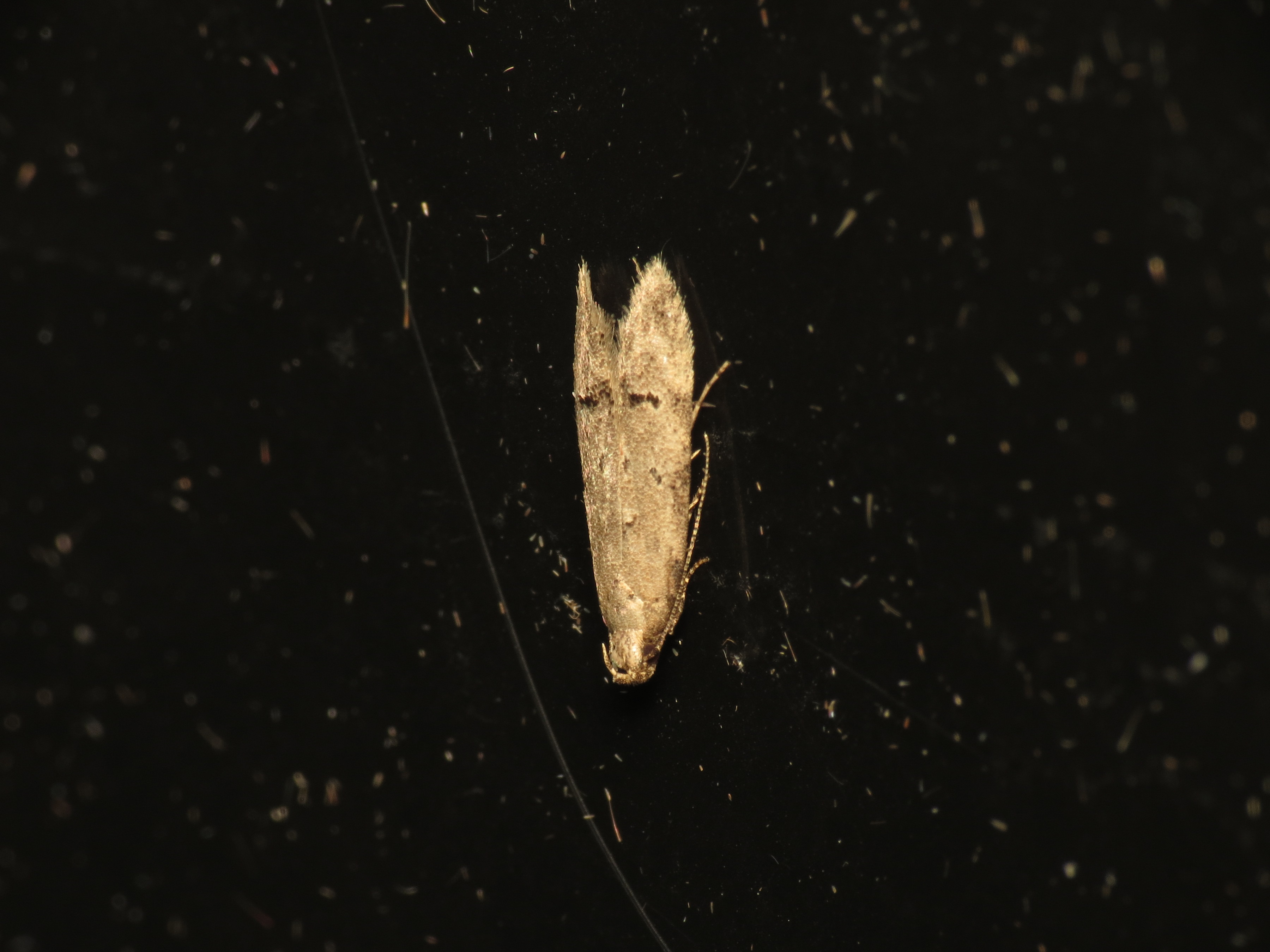
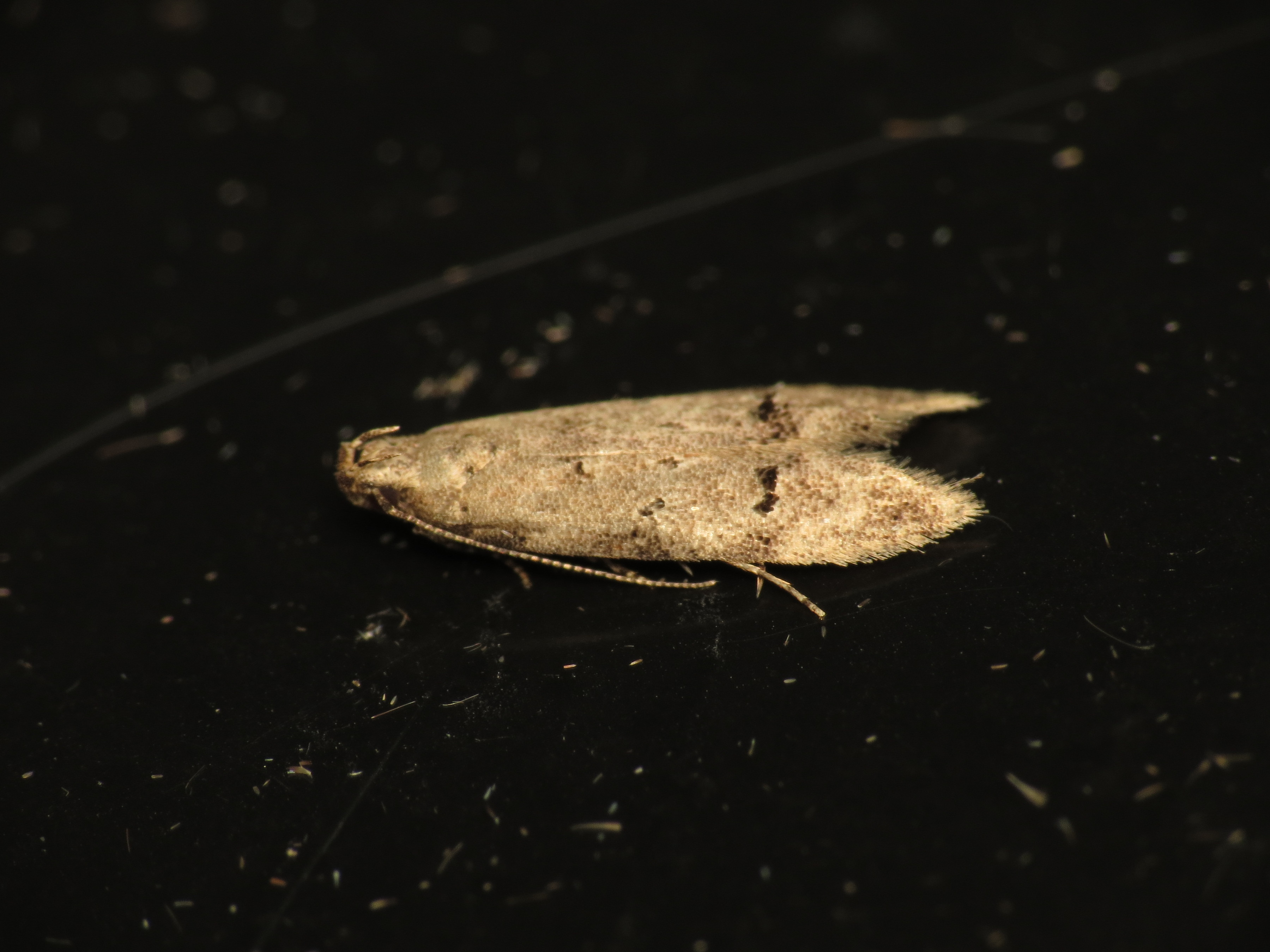
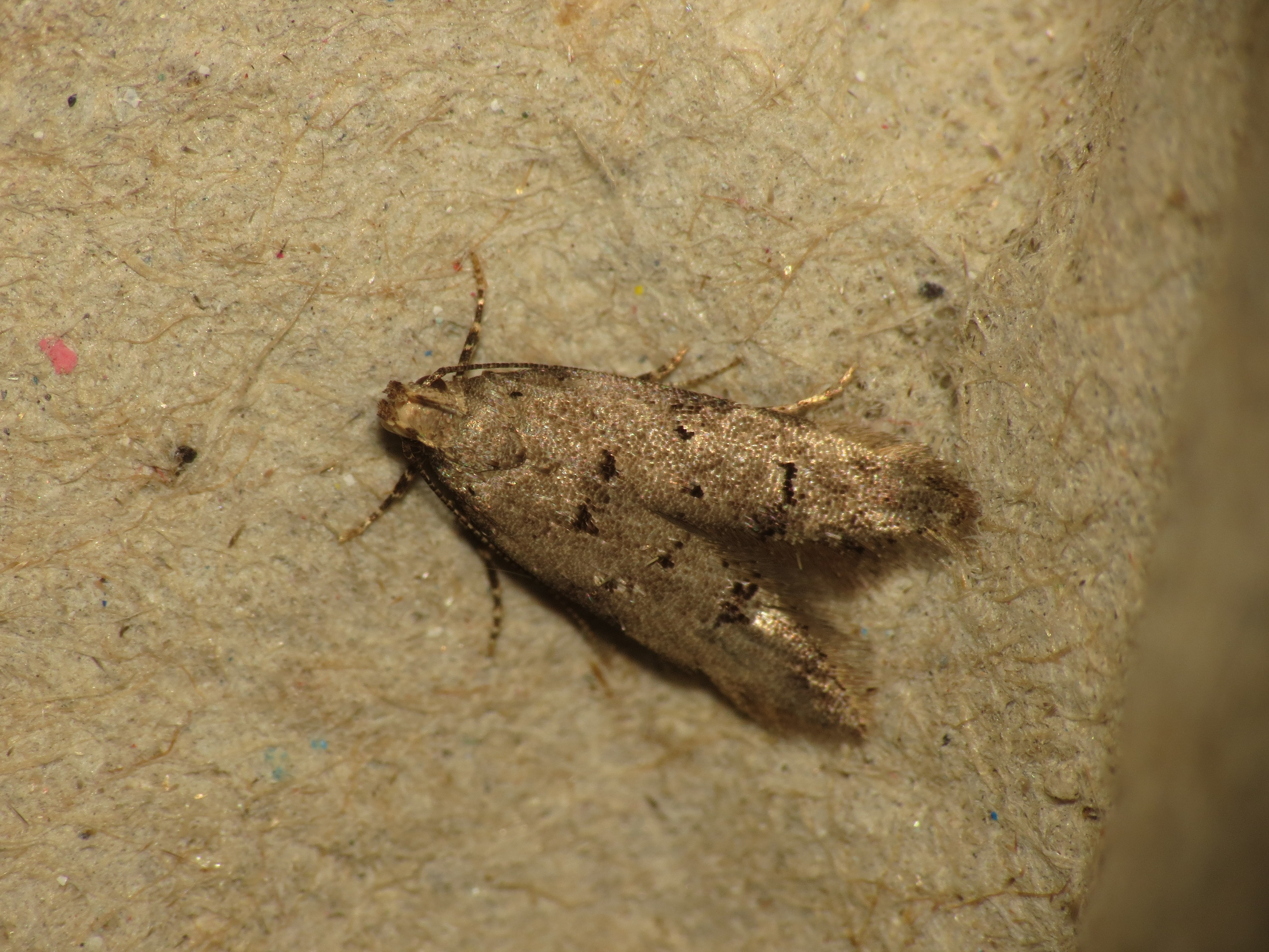